# Rob Waelput
R.O.M. (Rob) Waelput (1924-2017) was een Nederlands politicus van de KVP en later het CDA.
Hij was commies bij de provinciale griffie van Zeeland voor hij in augustus 1957 benoemd werd tot burgemeester van 's-Heerenhoek. In juli 1968 volgde zijn benoeming tot burgemeester van de Noord-Brabantse gemeente Leende. Vanaf juni 1980 tot zijn pensionering in 1989 was Waelput de burgemeester van Ubbergen. In 2017 is hij overleden.